# Quake-Catcher Network
Quake-Catcher Networkは、スタンフォード大学とカリフォルニア大学リバーサイド校により運営されている、パソコンの加速度計を用いて地震の感知を試みる分散コンピューティングプロジェクトである。プラットフォームにはBOINCが使われている。
現在、Macのラップトップ（落下時にハードディスクのヘッドを回避させるために加速度センサーが組み込まれている）やIBM/LenovoのThinkPadがプロジェクトに対応している。これら以外のパソコンでも、特定のUSBデバイスを用いることによって参加可能である。